# Lichuan
Lichuan (利川市S, LìchuānP) è una città-contea della Cina, situata nella provincia di Hubei e amministrata dalla prefettura autonoma tujia e miao di Enshi.